# Metszés (kertészet)
A metszés a kertészkedés egyik legalapvetőbb művelete, mind a gyümölcstermesztésben, mind a díszkertek kialakításában. Metszést elsősorban a fás szárú kerti növényeken, cserjéken és fákon végzünk.

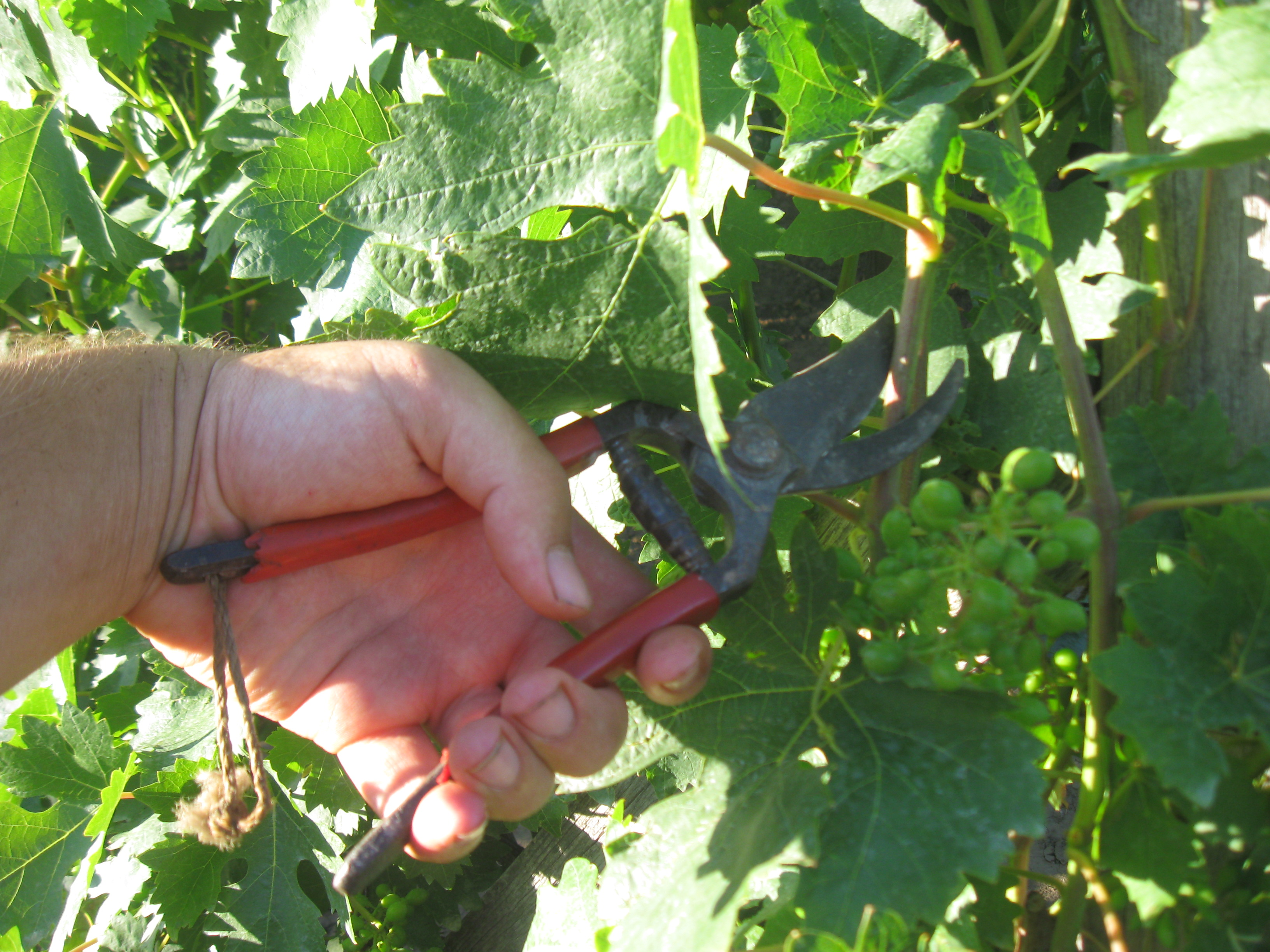
A szőlő metszése

## A metszés célja
A metszésnek két célja lehet. A növény egy bizonyos alakra formázása, illetve a termékenységének, növekedésének serkentése, egészségének megőrzése. Az első változat elsősorban díszkerteknél, dísznövényeknél alkalmazzák, míg az utóbbit a gyümölcsösökben.

## Metszés a gyümölcsösben
A gyümölcsfák és cserjék metszés nélkül is teremnek, növekednek. Mégis alakítani szeretnénk nagyságukat, alakjukat, és a metszéssel a terméshozamot, a gyümölcsök méretét illetve a fák egészségét is befolyásolni akarjuk. A gyümölcsfák és gyümölcstermő cserjék sokszínűsége miatt sokan úgy gondolják, hogy metszésük nehéz feladat, azonban szinte minden fára és bokorra ugyanazon növekedési szabályok jellemzőek, így minden gyümölcsfajta metszése azonos, vagy hasonló alaplépésekből áll.
A metszést úgy kell végeznünk, hogy egyensúlyban tartsuk a növény gyümölcstermelését, hajtásfejlődését és egyéb életfunkcióit. Például, ha a növényt nem metsszük, sok gyümölcsöt hoz, viszont a hajtásfejlődés megáll, és elöregszik a fa. Túlzott visszametszésnél, csak a hajtásfejlődésre fordítja a növény az energiáit, így kevés gyümölcsöt hoz.
A metszés során figyelembe kell venni, hogy az adott gyümölcs mely részén, mely ágain hozza a terméseket. Néhány gyümölcsfajta közvetlenül az erős, hosszúhajtásain hozza virágait és terméseit.
A legtöbb azonban mégis a rövid, gyengébb oldalhajtásokon terem.
- Az almatermésűek (alma, körte, naspolya, birs, stb.) rövid oldalhajtásaikon teremnek, melyek az egyéves hosszúhajtásokon fejlődnek ki. Ezeket a fákat általában gúla-, illetve gömbalakúra formázzák. Egy középső hajtás fejlődik, melyet a második évben a feléig, vagy harmadáig vissza kell metszeni. Így új, erős hajtások fejlődnek, és ösztönzi a nagyobb korona kialakulására. Minden más meredeken függőlegesen növő, úgynevezett konkurens ágat el kell távolítani.

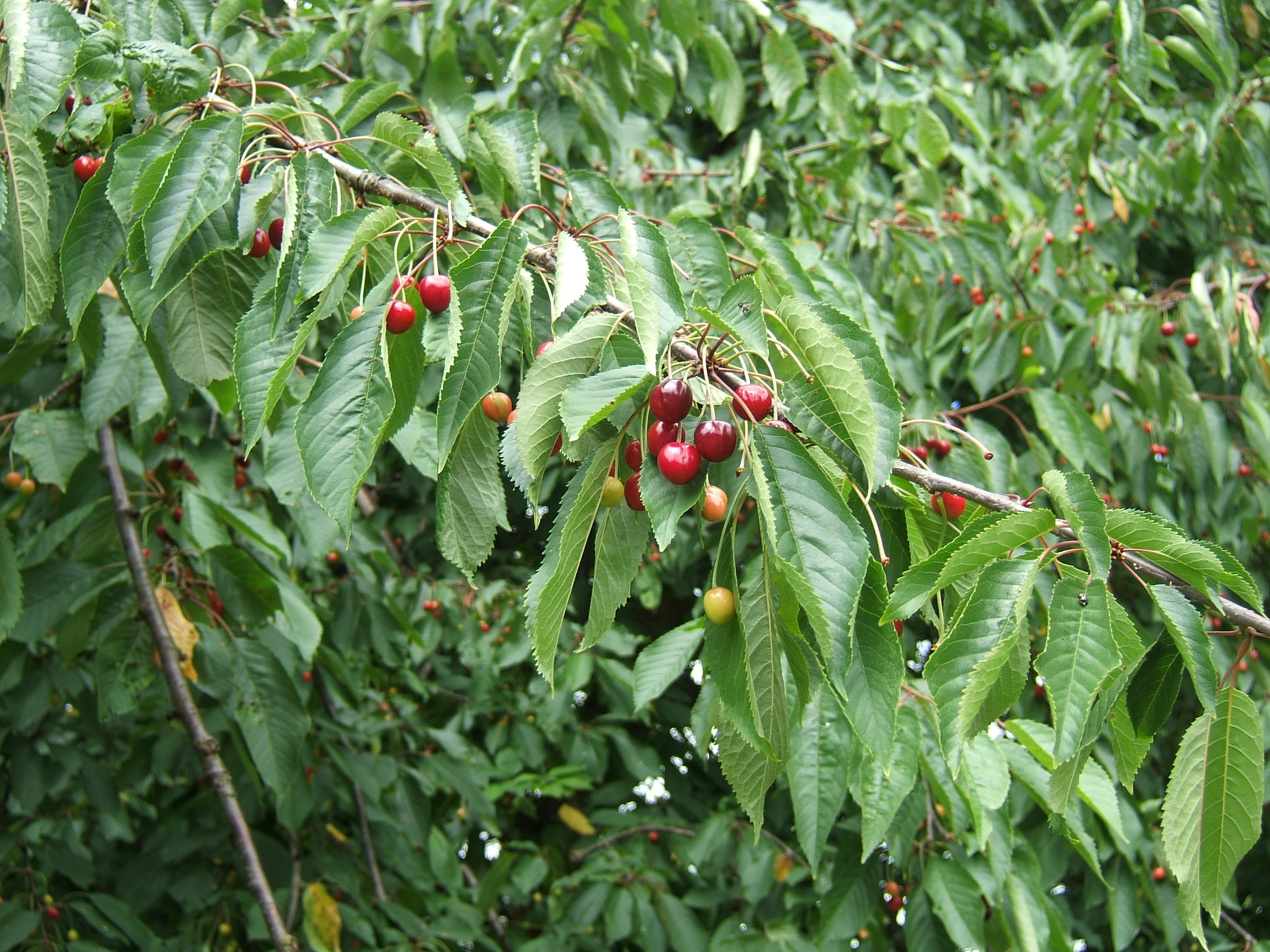
Látható, hogy a cseresznye csak a legrövidebb termőágain hozza gyümölcseit

- Az őszibarack, meggy, és fekete ribiszke az egyéves, elágazás nélküli hajtásokon hozzák terméseiket. Ezen hajtások az utolsó nyáron fejlődtek ki, és teljes hosszukon virágrügyeket növesztenek, amik tavasszal gyümölcsöt hoznak. Ezen növényeket fiatal koruktól kezdve, egészen idős korukig minden évben meg kell metszeni. A vezérágakat a csúcstól befelé metszik vissza, a sűrűn álló oldalágakat ki kell ritkítani. Erős, elágazás nélküli oldalágakat metszetlenül kell hagyni lazán elszórva, hisz itt hozza majd gyümölcseit a fa.

- A cseresznye és diófáknál, az egyéves hosszúhajtásokból, hosszú oldalhajtások nőnek, melyek a gyors fejlődés miatt még nem hoznak termést. Csak az oldalsó elágazások következő generációi fognak gyengébben és rövidebbre nőni, valamint virágot és termést hozni.

### Hajtások fajtái
- Hosszúhajtások: Akár 3 méteresre is megnőhetnek. A legtöbb gyümölcsfajtánál, a hosszúhajtások nem hoznak virágrügyeket. Ezeket hajtórügyeknek nevezzük, a különösen hosszúakat pedig vízhajtásnak. Elsősorban fiatal, gyorsan fejlődő és az erősen visszametszett idős fákon keletkeznek.
- Rövidhajtások: A hosszúhajtásokon képződnek és sok gyümölcsfajta esetén virágokat és gyümölcsöket hoznak, ezért termőágnak is nevezzük őket.

## Gyümölcsfák metszése

### Koronaalakító metszés
A koronaalakító metszéssel az ifjú, frissen ültetett fát igyekszünk az általunk kívánt alakúra, méretűre alakítani. Lényeges a megfelelő méretű termőterület kialakítása, megfelelően szellős, fényáteresztő korona kialakítása. Fontos, hogy a megfelelő ágakat távolítsuk el, és hagyjuk meg, mert a túl gyenge ágak nem bírnák el a gyümölcsök súlyát.
A túl sok ág meghagyása, túlzott vertikális növekedést idézne elő, illetve a fa felkopaszodását, mert a középső részek nem kapnának elegendő mennyiségű napfényt.

A koronaalakító metszés attól függ, hogy a jövőben milyen alakú gyümölcsfát szeretnénk.

### Ifjító, vagy fiatalító metszés
Az idős fa egyre több gyümölcsöt hoz, de alig növeszt új hajtásokat. Visszametszés nélkül a fa elöregedik.
Túlságosan nagy visszametszés miatt elveszhet a virágok és gyümölcsök nagy része és túl sok lehet a hajtás, ezért meg kell találnunk a középutat.
A fiatalítás alapmetszése:
A hajtásokat olyan ágakra kell visszavágni, amely kevésbé ágazik el és az maradék elágazó oldalhajtások felfelé növekednek. Az erősen oldalirányba növő, illetve lelógó oldalágakat teljesen el kell távolítani. Ha egy fán lefelé görbülő ágat, íves képződményt látunk, az egyértelmű jele annak, hogy már rég nem gondozták. A nagyon idős, gondozatlan fák fiatalítását nem egy év alatt, hanem 3-4 év alatt végezzük. Az első évben csak a korona lehajló ágainak egyharmad részét távolítjuk el. Az ifjító metszést a nagyobb termelő gazdaságokban napjainkban már nem alkalmazzák, de a házikertekben jelenleg is nagy jelentősége van.

### Termőre metszés
A termőre metszés a fát egész életében végigkísérő metszésforma, mely egyensúlyban tartja a gyümölcshozamot és hajtásfejlődést. Itt a metszés általános szabályait kell figyelembe venni, ezek alapján dolgozni. A gyümölcsfák közül csak az őszibarack esetében van minden évben szükség termőre metszésre.

### Kialakítható faformák

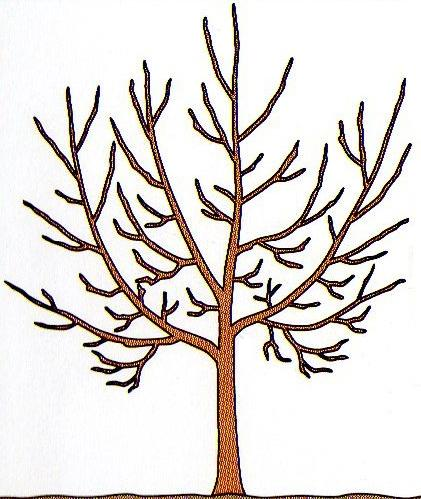
Gömbkorona

#### Félgömb-, vagy gömbkorona
Gyorsan növekedő alacsony, vagy magas törzsű alma, körte, illetve szilvafákból nevelik.

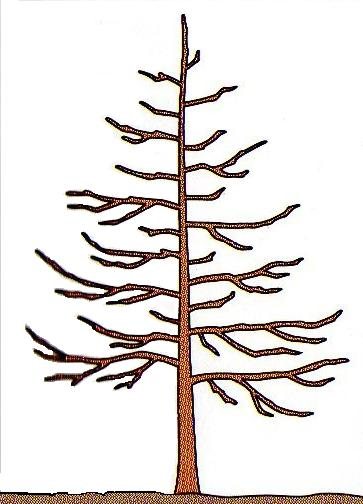
Orsókorona

Három vezérágból és egy középső hajtásból áll, amely a törzs meghosszabbítása. A vezérágak 45°-os szögben állnak és arányosan osztódnak el a törzsön.

#### Orsóforma
Az orsó alakú fák egy középső hajtásból, és vízszintes termőágakból állnak. A termőágak egyenletesen oszlanak el a középső hajtás mentén, hosszuk felfelé egyre csökken, vízszintes helyzetük miatt, egyik sem nő hosszúra.

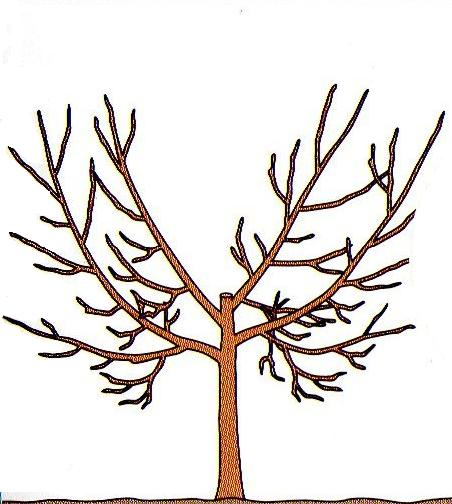
Tölcsérkorona

Az orsó alakú fák már az ültetés követő első, vagy második évben teremnek.

#### Tölcsérkorona
A tölcsér-, vagy katlankorona kialakításánál, először gúla alakú koronát nevelnek. Néhány év elteltével a középső hajtást -közvetlenül a legfelső vezérág fölül- kivágják. Igaz, hogy ezzel csökken a korona terjedelme, de a korona belseje sokkal több fényt kap. A több napfénynek köszönhetően a gyümölcs jobb minőségű lesz, és elkerüljük a fa belülről történő kopaszodását.

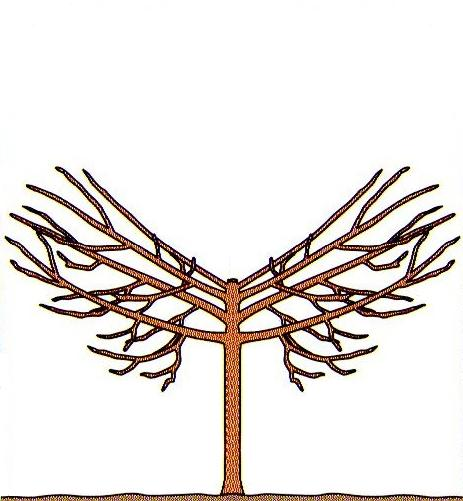
Tányérkorona

#### Tányérkorona
A fa tányérkoronássá alakításakor 7-12 lapos vezérág oszlik el körülbelül 60 fokban egyenletesen a törzs körül. A középső hajtást (a törzs meghosszabbodását) 2-3 év után el kell távolítani.

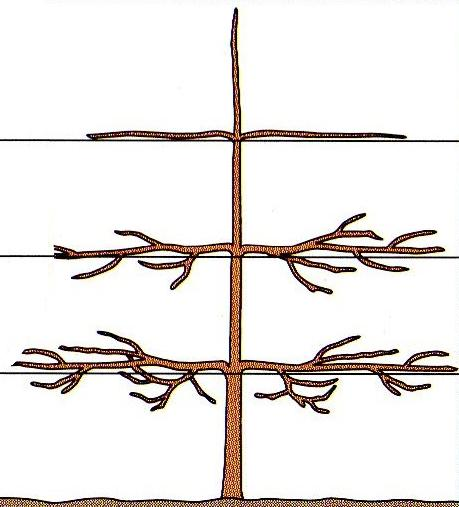
Gyümölcssövény

A tányérkoronánál a hajtások laposabb helyzetük miatt gyengébben fejlődnek, mint a tölcsérkoronánál.

#### Gyümölcssövény
Lényegében a gyümölcssövény is egy speciális orsóformának számít. Termőágai nem a középső hajtás körül helyezkednek el, hanem csak két irányban nőnek. A termőágak párosával állnak egymással szemben. A gyümölcssövényt drótváz vagy épület mellett mellett nevelik.

## Gyümölcstermő cserjék metszése

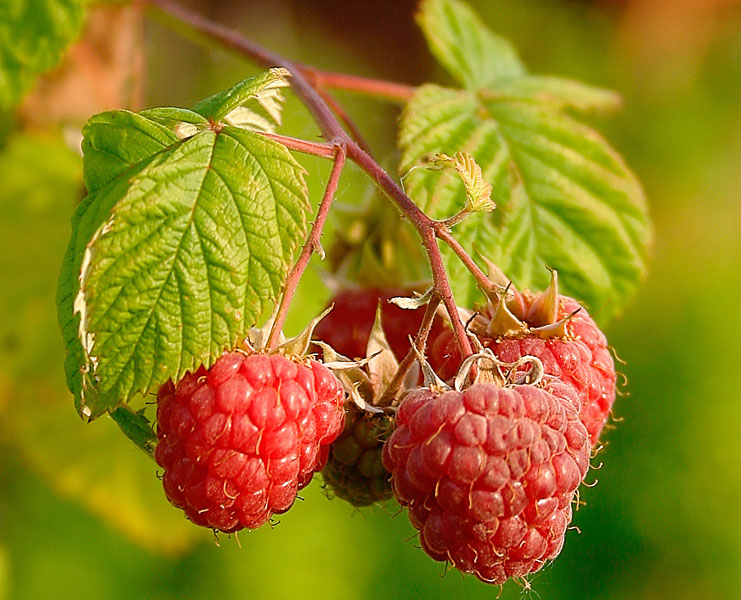
Málna

### Málna
A málna hajtásképletei két évig élnek. Az ez évi zöld hajtások teremnek jövő évben. A metszés időpontja a szüret után esedékes. Ekkor tőből eltávolítjuk a letermett, száradó vesszőket és egyben megritkítjuk az éves zöld sarjhajtásokat is. Méterenként 6-10 hajtást hagyjunk meg. Tavasszal a meghagyott vesszőket gyengén kurtítsuk vissza.

### Ribiszke

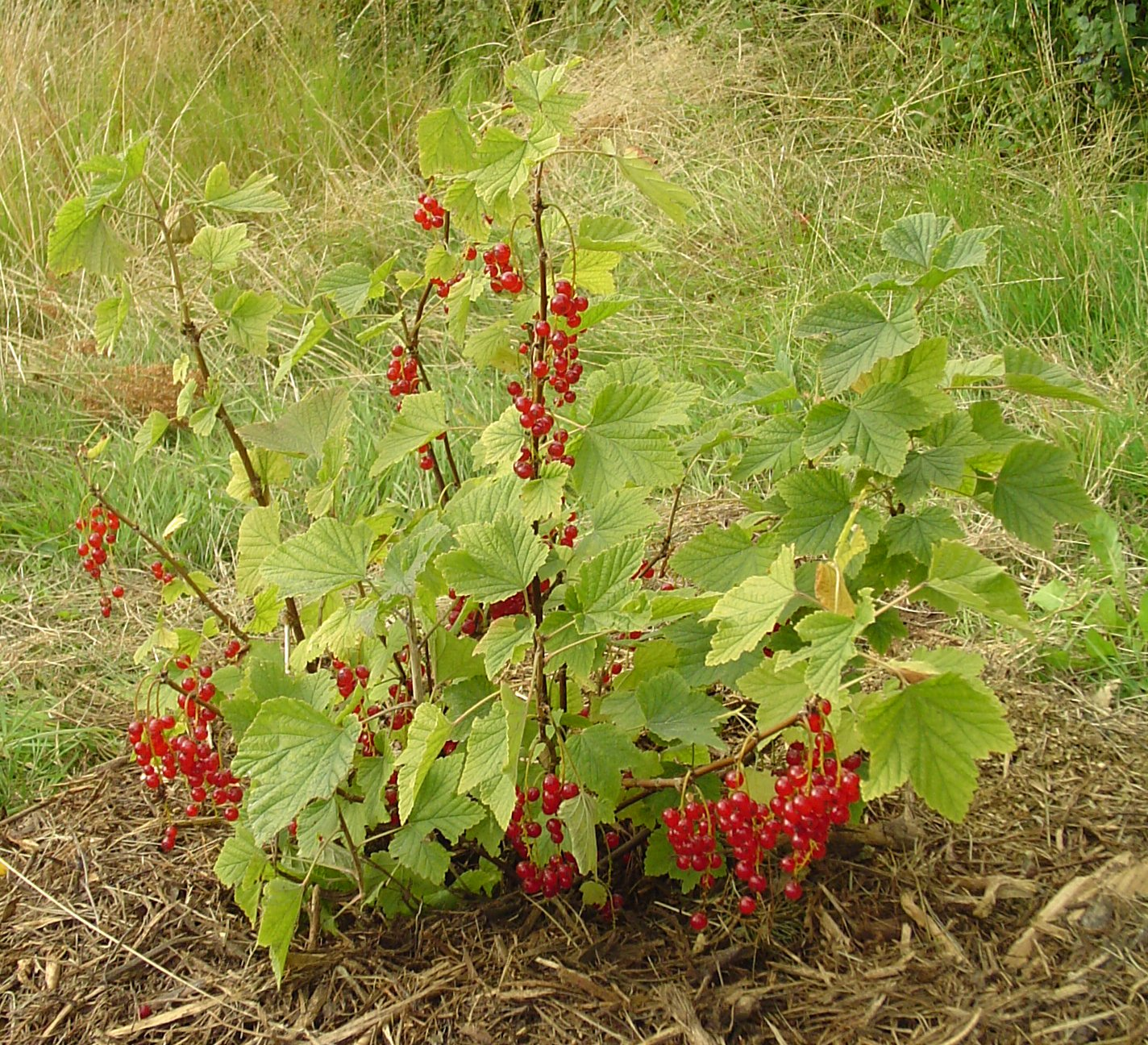
Ribiszkebokor

A ribiszke telepítés utáni metszése a vesszők 2-4 rügyre való visszametszésből áll. Eltérő metszési igénye van a fekete és piros ribiszkének.

A fekete ribiszke termését elsősorban az egyéves vesszőkön hozza, az idősebb részek értéktelenek. Ezért a termővessző állományt évente fel kell újítani. A fekete ribiszke alakító metszése a telepítés utáni visszametszés után a nyári hajtásválogatással kezdődik. Júniusban a legjobb 4-5 hajtást hagyjuk meg, a többit eltávolítjuk.

A következő év tavaszán a vesszőket enyhén kurtítsuk vissza.
A harmadik év tavaszán megritkítjuk a termővesszőket, négyet, ötöt hagyjunk meg, a többit tőből távolítsuk el. Az ezt követő években a metszés már csak arra irányul, hogy a bokor ne sűrűsödjön el. A legöregebb vesszőket folyamatosan ritkítjuk és annyi új tővesszőt hagyjunk meg évente, amennyi öreg részt eltávolítottunk. Kerüljük a fekete ribiszke túlzott metszését.
A piros és a fehér ribiszke termőrészei hosszabb életűek. A telepítés utáni első beavatkozás a hajtásválogatás, amikor a legerősebb, legjobb 4-5 hajtást hagyjuk csak meg. A továbbiakban folyamatosan évente 4-5 újabb tővessző meghagyásával a fekete ribiszkéhez hasonlóan alakítjuk ki a bokrot. Termőkorban a metszés csak ritkításból áll. Óvjuk a több éves termőrészeket, mert ezek hozzák a termést, ellentétben a fekete ribiszkével. Néhány év után azonban ezek a termőrészek felkopaszodnak, elöregszenek, így esetenkénti cseréjük indokolttá válik. Ilyenkor tőből távolítsuk el ezeket és az új tővesszőkből hagyjunk meg ugyanannyit pótlásukra. A felújítást több éven át fokozatosan végezzük.

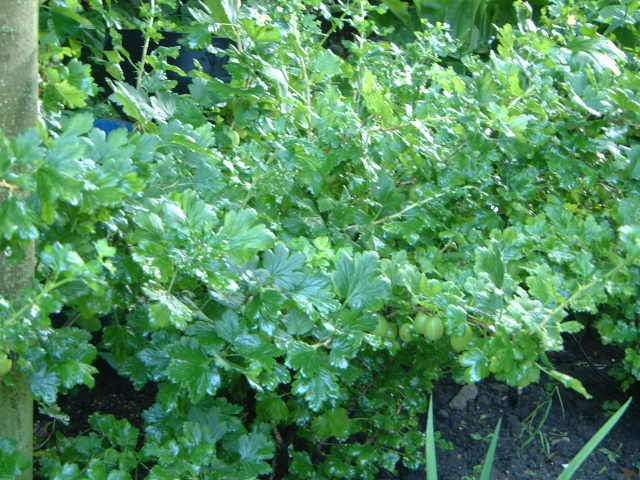
Egresbokor

### Egres, vagy köszméte
A köszmétebokor alakító metszése a piros ribiszkével megegyezik. Termőkorban is úgy kell metszeni, mert termőrészei hasonlóan több évig életképesek. Ritkításra, időnkénti felújításra van szükség. A köszméte szétterülő bokor, ellentétben a piros ribiszkével, ezért ritkító metszéskor erre figyelemmel a fölfelé törő részeket hagyjuk meg.

## Metszés szerszámai, kellékei
Minőségi munka minőségi szerszámok nélkül nem mehet végbe. A kerti szerszámokat mindig megfelelően tisztán kell tartani, védelmet kell biztosítani számukra.
A metszéshez speciális szerszámok állnak rendelkezésünkre, melyekkel a kertész is kényelmesebben dolgozhat, és a növényben sem tesz vele nagyobb kárt.

### A metszés legfontosabb szerszámai

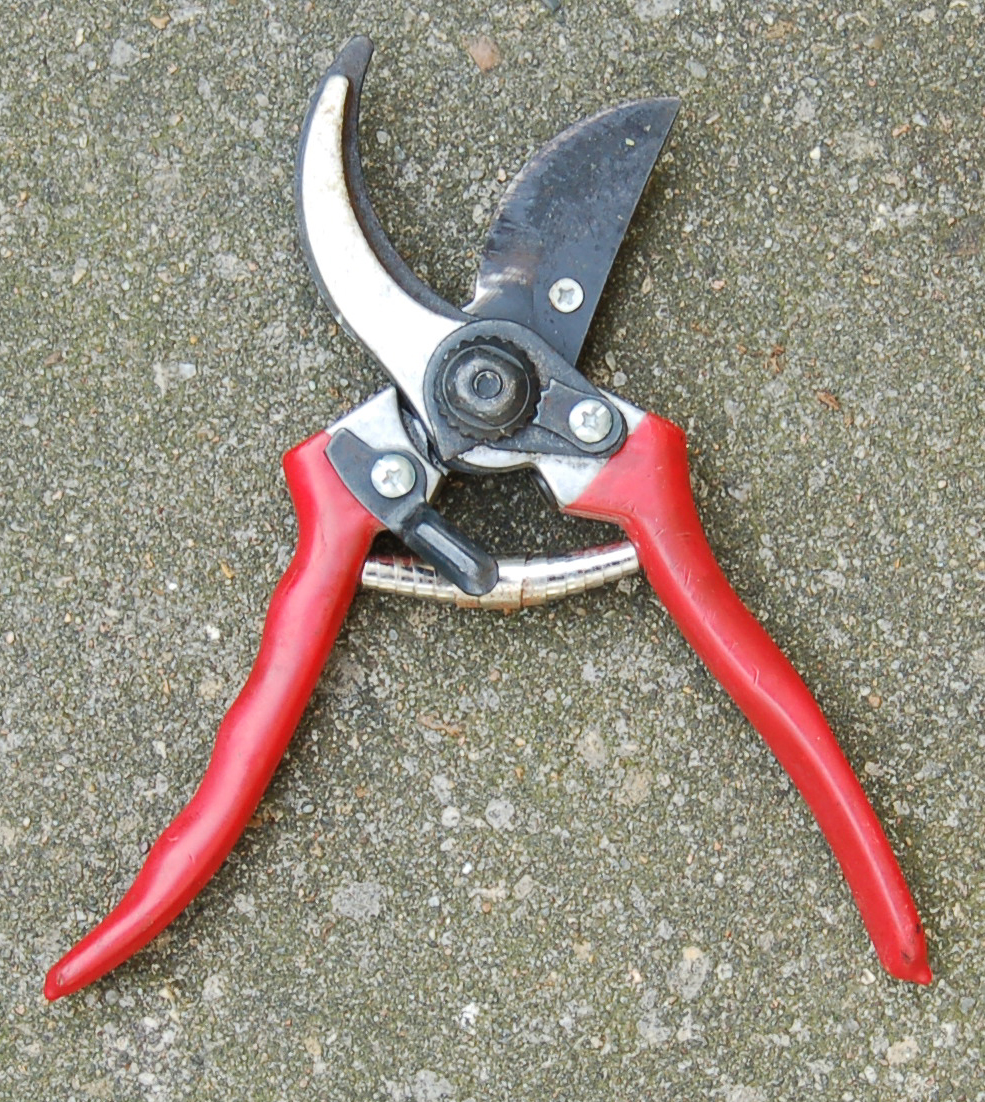
Metszőolló

A legjobbak az egyélű, könnyű fémollók, mert ezek kevésbé

roncsolják a fát. Pengéi edzett krómacélból készülnek, ha

megsérülnek könnyen kicserélhetők. A fogantyúk jó esetben

műanyag bevonatúak, így hidegben is jó fogásuk van, könnyű

dolgozni velük.

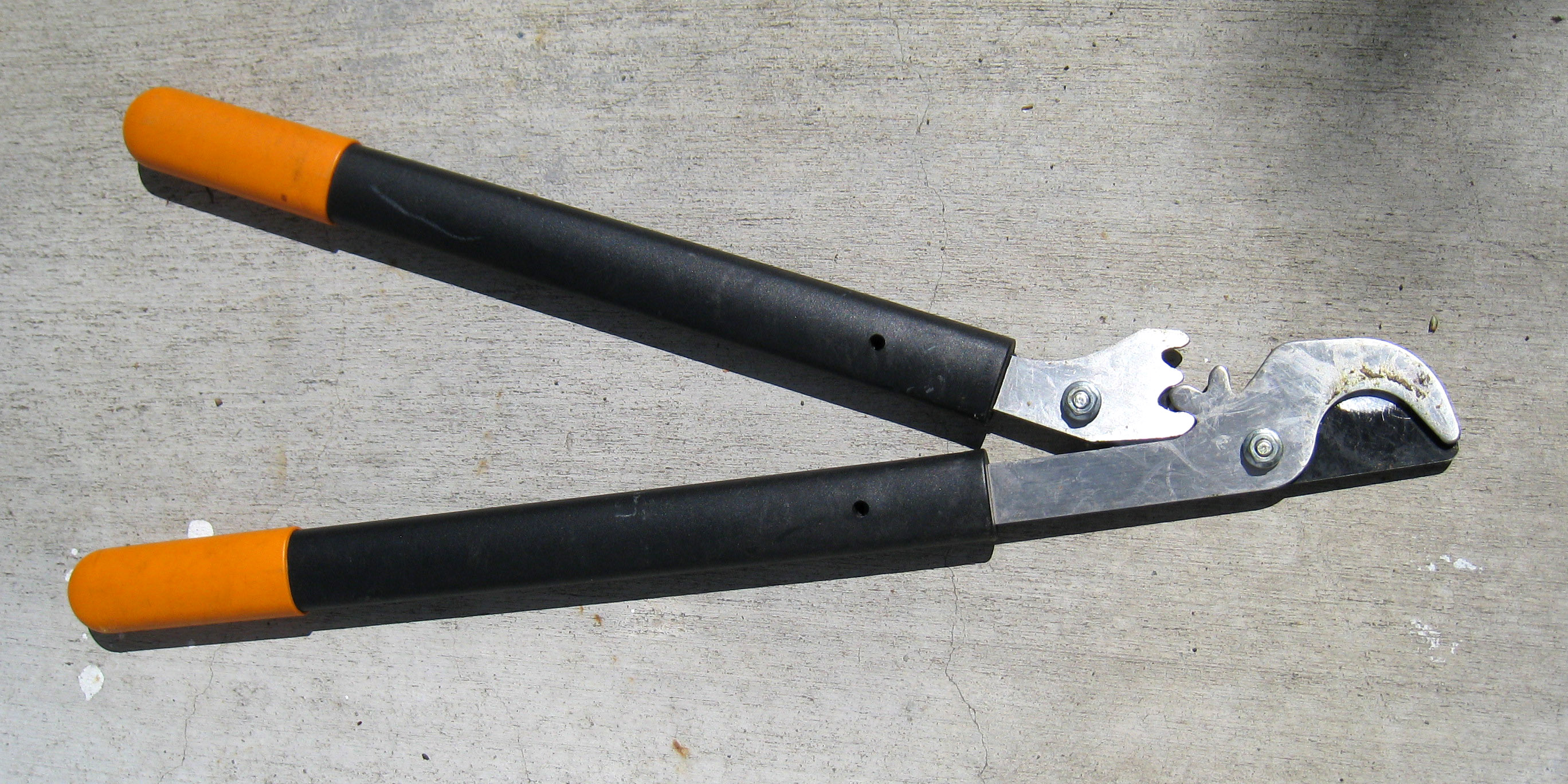
Ágvágó olló

Különlegesen hosszú nyelű metszőollók. Ezek meghosszabbított

kézként szolgálnak a bogyós gyümölcsök bokrainak meg-

ritkításakor, vagy amikor az orsó alakú fák felső részeit

a földről szeretnénk lemetszeni.

Egyes típusok erővágóként is szolgálnak, melyekkel sokkal

nagyobb erőt lehet kifejteni, mint az egyszerű metszőollóval.

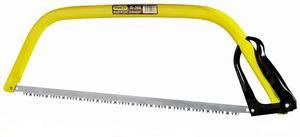
Keretes fűrész

Vastagabb ágaknál az ollót helyettesíti. Segítségével

távolíthatjuk el a vastag ágakat. A fűrészlapot egy

feszítőkarral a kívánt helyzetbe állíthatjuk, így a túl

közeli ágakat is könnyedén elérhetők lesznek. Ha a fűrész

hosszabb ideig nincs használatban, a feszítőkart -a feszesség

megtartása érdekében- érdemes meglazítani.

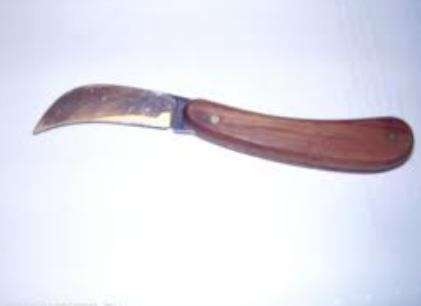
Kacorkés

A kacorkés, egy enyhén ívelt összecsukható, többfunkciós kés,

mely sok kisebb munkában a kertész segítségére lehet. Gyümölcsfa

esetében ki lehet vele vágni a beteg ághelyeket és a durva szélű

sebszéleket le lehet vele simítani.

### Egyéb kellékek
A metszés során használatos még a létra, a magasabban lévő ágak elérése érdekében. Használat előtt meg kell győződni róla, hogy stabil, biztonságos-e!
Hasznos szolgálatot tehet még egy erős munkáskesztyű, mely főleg a málna, egres, és egyéb tüskés, tövises növények metszésekor jön jól.
Láncfűrészt a metszés során nem használunk, még az elöregedett ágak eltávolítására sem, mert durva, szabálytalan sebszéleket hagy, így kárt tesz a fában. Esetleg fakivágásra használhatjuk.